# Мелодията на сърцето
„Мелодията на сърцето“ (на турски: Dudaktan Kalbe, в най-близък превод От устните до сърцето) e турски драматичен сериал, излязъл на телевизионния екран през 2007 г.

## Излъчване
| Сезон | Сезон | Епизоди | Начало на сезона | Край на сезона | Всички епизоди | ТВ сезон    | ТВ канал |
| ----- | ----- | ------- | ---------------- | -------------- | -------------- | ----------- | -------- |
|       | 1     | 41      | 3 септември 2007 | 16 юни 2008    | 1 – 41         | 2007 – 2008 | Show TV  |
|       | 2     | 34      | 2 септември 2008 | 26 май 2009    | 42 – 75        | 2008 – 2009 | Show TV  |

## Актьорски състав
- Аслъ Тандоган – Ламия Сьонмез
- Бурак Хакъ – Хюсеин Кенан Гюн
- Йозге Йоздер – Джавидан Меричоглу
- Игит Йозшенер – Джемил Пашазаде
- Фадик Севин Атасой – Лейля Пашазаде
- Кьоксал Енгюр – Саиб Пашазаде
- Салахсун Хекимоглу – Вефик Меричоглу
- Гьозде Кансу – Нимет Башар
- Левент Гюнер – Шюкрю
- Айтен Сойкьок Токгьоз – Енисе
- Исмаил Дювенджи – Мюнир
- Севги Онат – Мелек Гюн
- Рафи Емексиз – Иляс
- Тунджай Акча – Ашчъ
- Мехтап Байръ – Афифе
- Айшен Барутджуоглу – Маджиде
- Мина Йозлем Саджък – Гюляй
- Левент Сюлюн – Расих
- Октай Ой – Вейсел
- Явуз Сепетчи – Кемал
- Гюзин Алкан – Макбуле
- Уур Изги – Назъм
- Назлъ Джерен Аргон – Пънар
- Юнус Гюнер – Намък
- Дениз Тюркали – Шахика
- Мерич Башаран – Сузан
- Айдан Акйол – Гардиян
- Семра Сима – Хемшире
- Нихат Алтънкая – Умут

## В България
В България сериалът започва на 28 май 2009 г. по Нова телевизия и завършва на 9 септември. На 19 октомври 2010 г. започва повторно излъчване и завършва на 23 февруари 2011 г. На 20 януари 2014 г. започва ново повторение и приключва на 6 юни. Дублажът е на Арс Диджитал Студио. Ролите се озвучават от Лидия Вълкова, Ася Братанова, Лина Златева (до 38 епизод), кредитирана като Емануела Лински, Стефан Димитриев, Владимир Пенев и Светломир Радев.
На 1 юни 2009 г. започват и повторения по Диема Фемили и завършват на 10 септември. На 2 ноември 2009 г. започва ново повторение от 20:00, като впоследствие е преместван в 21:00 и в последните епизоди в 22:00 и приключва на 12 февруари 2010 г. На 22 януари 2013 г. започва още едно повторение. На 20 януари 2014 г. започва още едно повторение и приключва на 6 юни.